# نبرد نیل
نبرد نیل (به انگلیسی: Battle of the Nile) نبردی بود که از ۱ تا ۳ اوت ۱۷۹۸ میلادی و بین بریتانیای کبیر و جمهوری اول فرانسه روی داد. ناوگان دریایی بریتانیا در سال ۱۷۹۸ میلادی به فرماندهی دریاسالار هوریشیو نلسون، ناپلئون بناپارت را تعقیب کرده و ناوگان فرانسه را در این جنگ شکست می‌دهند. این شکست موقعیت ناپلئون در مصر را بسیار تضعیف کرد و مانع اجرای نقشه او برای حمله به هند بریتانیا شد.
بناپارت به عنوان بخشی از تلاش بیشتر برای بیرون راندن بریتانیا از جنگ‌های انقلاب فرانسه، به عنوان اولین گام در لشکرکشی به هند بریتانیایی، به دنبال حمله به مصر بود. هنگامی که ناوگان بناپارت از دریای مدیترانه عبور کرد، توسط یک نیروی بریتانیایی به رهبری نلسون که از ناوگان بریتانیا به تاگوس فرستاده شده بود، تعقیب شد تا هدف لشکرکشی فرانسوی‌ها را بیاموزد و آن را شکست دهد. او بیش از دو ماه فرانسوی‌ها را تعقیب کرد و در چند مورد آنها را تنها چند ساعت از دست داد. بناپارت از تعقیب نلسون آگاه بود و مخفی کاری مطلق در مورد مقصدش اعمال کرد. او توانست مالتا را تصرف کند و سپس بدون رهگیری توسط نیروهای دریایی بریتانیا در مصر فرود آید.